# Vasilij Ulrich
Vasilij Vasil'evič Ulrich (in russo Василий Васильевич Ульрих?) (Riga, 13 luglio 1889 – Mosca, 7 maggio 1951) è stato un giurista sovietico.

## Biografia

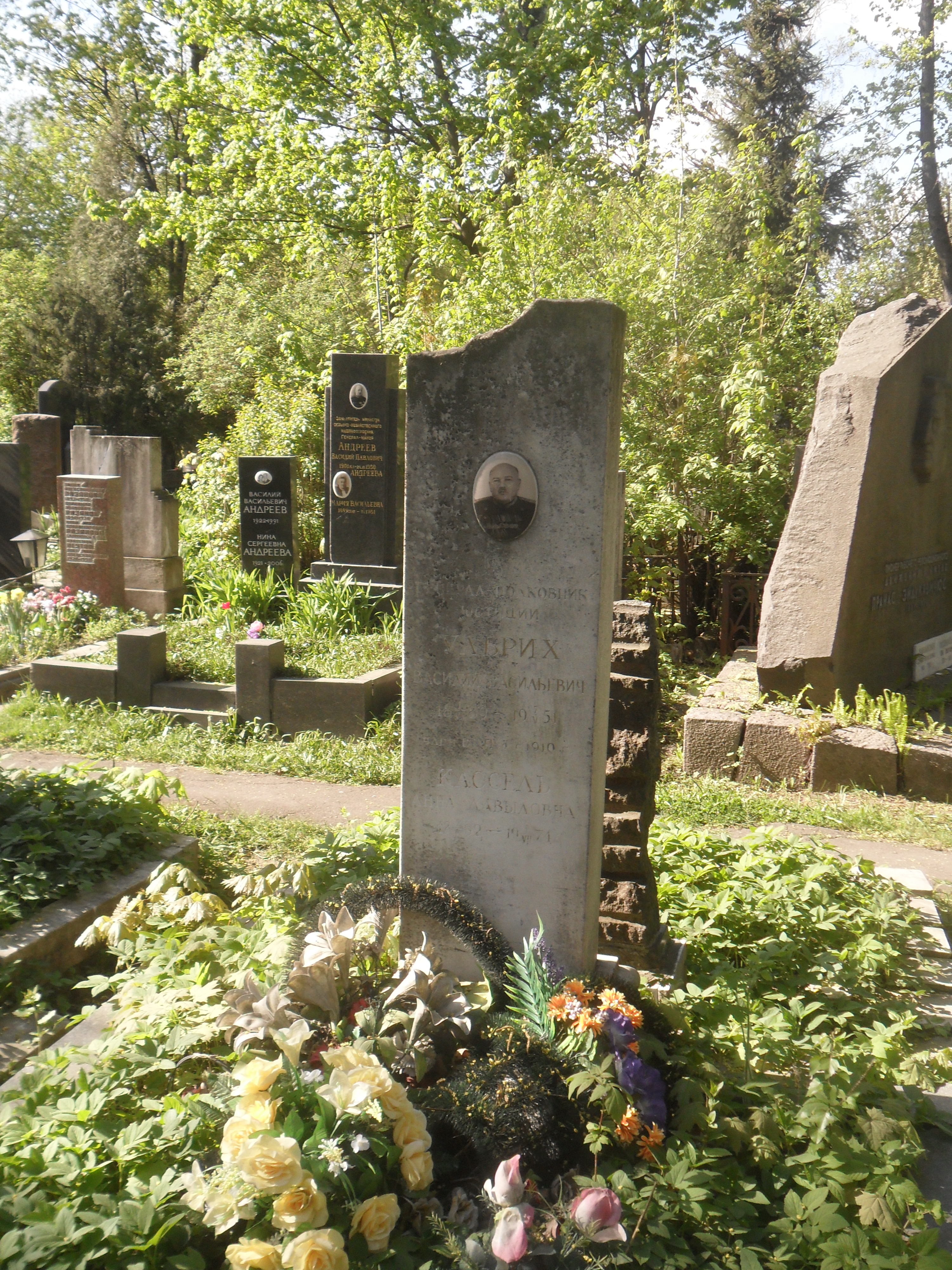
La tomba di Ulrich.

Nato nel 1889 in Lettonia, allora parte dell'impero russo, membro della Čeka dopo la rivoluzione russa, Vasilij Ulrich fu giudice di tribunali militari. In qualità di presidente del tribunale del collegio militare della Corte suprema dell'Unione Sovietica, con il procuratore generale Andrej Vyšinskij, diresse i maggiori processi delle grandi purghe staliniane nella seconda metà degli anni trenta.
In questi processi, furono giudicati e condannati alla pena capitale alcuni tra i massimi esponenti del PCUS: Kamenev, Zinov'ev, Radek, Bucharin e Rykov. Tra le sue vittime anche Jagoda, già capo della NKVD, il Commissariato del popolo per gli affari interni. Fu, probabilmente, presidente del collegio giudicante, composto dai marescialli Bljucher e Budënnyj, e altri cinque comandanti di armata e corpo di armata, nel processo dei generali dell'Armata Rossa, che vide quale imputato principale il vice commissario alla difesa maresciallo Michail Tuchačevskij.
Secondo la testimonianza di quanti lo hanno conosciuto: "È corpulento, adiposo, con doppio mento, guance cascanti e occhi porcini, [...]". Allontanato dalla sua carica da Stalin nel 1948, ebbe un incarico nell'Accademia militare. Morì a Mosca nel 1951, all'età di 61 anni, e fu sepolto nel cimitero Novodevičij.